# Cantonul Saint-Clair-sur-l'Elle
Cantonul Saint-Clair-sur-l'Elle este un canton din arondismentul Saint-Lô, departamentul Manche, regiunea Basse-Normandie, Franța.

## Comune
| Comune                  | Populație (1999) | Cod poștal | Cod INSEE |
| ----------------------- | ---------------- | ---------- | --------- |
| Airel                   | ...              | 50680      | 50004     |
| Bérigny                 | ...              | 50810      | 50046     |
| Cerisy-la-Forêt         | ...              | 50680      | 50110     |
| Couvains                | ...              | 50680      | 50148     |
| La Meauffe              | ...              | 50880      | 50297     |
| Moon-sur-Elle           | ...              | 50680      | 50356     |
| Notre-Dame-d'Elle       | ...              | 50810      | 50380     |
| Saint-André-de-l'Épine  | ...              | 50680      | 50446     |
| Saint-Clair-sur-l'Elle  | ...              | 50680      | 50455     |
| Saint-Georges-d'Elle    | ...              | 50680      | 50473     |
| Saint-Germain-d'Elle    | ...              | 50810      | 50476     |
| Saint-Jean-de-Savigny   | ...              | 50680      | 50491     |
| Saint-Pierre-de-Semilly | ...              | 50810      | 50538     |
| Villiers-Fossard        | ...              | 50680      | 50641     |